# 經濟安全
经济安全是指人們實現稳定收入以維持现在和可预见的未来的生活水平，具體措施包括：
- 可持续的偿付能力
- 个人或其他经济实体（如国家）未来有足夠的现金流量
- 就业保障或工作保障

在美国，50岁以上之人的经济安全取决于社会安全福利、退休金和存款、收入和就业以及医疗保险。

## 国家经济安全
国家经济安全是一个国家的政府制定一系列政策確保自己國家的国民经济能可持續發展。歷史上許多國家通过掠夺、征服等手段讓自己变得富有。当今复杂的国际贸易体系下多國簽署一系列互惠协议來確保自己的經濟能平穩發展。
经济安全是国际关系的一个重要决定因素，尤其是在2001年911事件之后的美国对外政策的石油地缘政治中。
在加拿大，如果外国政府为获取加拿大的经济利益而在未经加拿大當局授权下获取经济情报（例如专有信息或技术），加拿大會將之視為非法間諜活动並予以打擊。 
2022年5月11日，日本通過《经济安全保障法》，目的是防止可用于武器开发等的尖端技术外泄。

## 其他
很多人认为经济安全与经济机遇是相互平衡的。
人道组织也会开展与经济安全有关的活动，旨在维持人们的生存，并帮助他们实现自给自足。